# Joe Handley
Joseph (Joe) Handley (né le 9 août 1943 à Meadow Lake en Saskatchewan) est un homme politique ténois et le dixième premier ministre des Territoires du Nord-Ouest, territoire du Canada, entre 2003 et 2007.

## Biographie
Avant d’émigrer aux Territoires du Nord-Ouest en 1985, il travaille comme éducateur. Il détient une grande variété de portefeuilles ministériels dans le gouvernement ténois, y compris sous-ministre de l’Éducation, sous-ministre des Ressources renouvelables, des Transports et Ressources, du Développement économique, et d’autres.
En 1999, il est élu à l’Assemblée législative des Territoires du Nord-Ouest dans la circonscription de Weledeh, un des sept comtés de la capitale Yellowknife, et est ensuite nommé ministre des Finances, président du Conseil de la gestion financière, ministre responsable de la Commission des accidents du travail des Territoires du Nord-Ouest, ministre des Transports et ministre responsable de la Société d’énergie des TNO (NWT Power Corp.).
Après s’être présenté sans opposition aux élections générales de 2003, il brigue également le poste de Premier ministre parmi ses collègues à la législature, et est élu par acclamation le 10 décembre 2003. Il est également ministre responsable des Affaires autochtones.
Le principal cheval de bataille de Joe Handley comme premier ministre a été la conclusion, avec le gouvernement fédéral, d’accords sur le partage des revenus provenant des ressources naturelles et sur la dévolution aux TNO de pouvoirs similaires à ceux des provinces. Il favorise également la construction d’un gazoduc dans la vallée du fleuve Mackenzie.
Il ne s’est pas représenté à aux élections générales ténoises de 2007 ; Floyd Roland lui succède comme Premier ministre.
En 2009, il exprime le souhait de se présenter sous la bannière du Parti libéral du Canada en vue des élections fédérales de 2011 dans l'unique circonscription fédérale du territoire. Il n'obtient cependant que la troisième place, avec 2 872 voix.